# 塞爾瑪 (阿肯色州)
塞爾瑪（英語：Selma）是位於美國阿肯色州德魯縣的一個非建制地區。該地的面積和人口皆未知。

## 地理
塞爾瑪的座標為33°41′50″N 91°34′03″W / 33.69722°N 91.56750°W，而該地的平均海拔高度為54米（即177英尺）。